# Black Christmas (2006)
Black Christmas é um filme de terror e suspense do subgênero slasher de 2006, dirigido por Glen Morgan e protagonizado por Mary Elizabeth Winstead e Crystal Lowe de Premonição 3 e Katie Cassidy de Click.
O filme é uma refilmagem do original, Black Christmas, de 1974.

## Sinopse
O filme acompanha e história de Billy Lenz, um garoto com uma infância atribulada e repleta de traumas. Billy nasceu com uma doença de pele e é rejeitado pela mãe, que mata o esposo para poder viver com o amante. Billy então é abusado sexualmente pela própria mãe, que engravida e dá à luz à pequena Agnes, a quem trata com todo amor enquanto tranca Billy no sótão. Completamente desequilibrado pelas situações bizarras que vivencia em sua vida, Billy acaba matando, de forma extremamente violenta, toda a sua família na noite de Natal. Ele é mandado para um sanatório e, no lugar de sua casa, é construída uma fraternidade de estudantes. Quinze anos depois, na noite de Natal, um grupo de estudantes está impedido de sair da fraternidade devido a uma violenta tempestade de neve que se abate sobre o local. Ao mesmo tempo, Billy escapa do sanatório onde estava internado e, achando que a fraternidade ainda é sua casa e que as pessoas que ali estão são sua antiga família, começa um verdadeiro massacre no lugar, matando todos que encontra pela frente e transformando a noite de Natal em um banho de sangue.

## Elenco
- Mary Elizabeth Winstead - Heather Fitzgerald
- Katie Cassidy - Kelli Presly
- Crystal Lowe - Lauren Hannon
- Michelle Trachtenberg - Melissa Kitt
- Kristen Cloke - Leigh Colvin
- Charlie Brown - Policial: Dylan White
- Andrea Martin - Sra. Mac
- Oliver Hudson - Kyle Autry
- Lacey Chabert - Dana Mathis
- Jessica Harmon - Megan Helms
- Kathleen Kole - Eve Agnew
- Leela Savasta - Claire Colvin

## Recepção
O Metacritic, que usa uma média ponderada, atribuiu ao filme uma pontuação de 22 em 100, baseado em 17 críticos, indicando críticas "geralmente desfavoráveis".

## Dublagem
- Heather Fitzgerald (Mary Elizabeth Winstead): Luciana Baroli
- Kelli Presley (Katie Cassidy): Letícia Bortoletto
- Melissa Kitt (Michelle Trachtenberg): Raquel Marinho
- Lauren Hannon (Crystal Lowe): Suzy Pereira
- Leigh Colvin (Kristen Cloke): Cecília Lemes
- Dana Mathis (Lacey Chabert): Tatiane Keplmair
- Kyle Autry (Oliver Hudson): Marcelo Campos